# Ophrynia
Ophrynia es un género de arañas araneomorfas de la familia Linyphiidae. Se encuentra en África subsahariana. 

## Lista de especies
Según The World Spider Catalog 12.0:
- Ophrynia galeata Jocqué & Scharff, 1986
- Ophrynia infecta Jocqué & Scharff, 1986
- Ophrynia insulana Scharff, 1990
- Ophrynia juguma Scharff, 1990
- Ophrynia perspicua Scharff, 1990
- Ophrynia revelatrix Jocqué & Scharff, 1986
- Ophrynia rostrata Jocqué & Scharff, 1986
- Ophrynia summicola Jocqué & Scharff, 1986
- Ophrynia superciliosa Jocqué, 1981
- Ophrynia trituberculata Bosmans, 1988
- Ophrynia truncatula Scharff, 1990
- Ophrynia uncata Jocqué & Scharff, 1986